# Nottinghamshire
Nottinghamshire (kiejtése ˈnɒtɪŋəmʃə vagy ˈnɒtɪŋəmˌʃɪə) Anglia egyik nem-nagyvárosi és ceremoniális megyéje az East Midlands régióban. Északnyugatról South Yorkshire, keletről Lincolnshire, délről Leicestershire, nyugatról Derbyshire megyékkel határos. Közigazgatási székhelye hagyományosan Nottingham, de a megyei tanács a közeli West Bridgfordban található, mert a város 1998 óta ún. egységes hatóság (unitary authority) és nem tartozik a megyei tanács fennhatósága alá. A ceremoniális megyének azonban Nottingham is része.
A nem-nagyvárosi megye lakossága 786 700 fő, míg Nottinghammal együtt eléri az 1 090 600-at.

## Története
Nottinghamshire-en átvezetett a Délnyugat-Britanniát Lincolnnal (akkor Lindum Colonia) összejötő római út, amely mentén több várost (pl. Mansfield) és erődöt alapítottak. Az 5. században germán angolok telepedtek meg a régióban, akik megalapították Mercia királyságát. A megye nevét először 1016-ban említik, bár 1568-ig a grófságot a derbyshire-i sheriff irányította. A középkorban a mezőgazdaság mellett a sörfőzés és a gyapjúszövés voltak Nottinghamshire gazdaságának fő összetevői. Az ipari forradalom idején vas- és szénbányákat nyitottak, amelyek kiszolgálására a világon először itt alkalmaztak - akkor még lóvontatású - vasutakat. Az 1616-ra elkészült wollatoni vasút Strelley és Bilborough nyíltszíni bányáiból szállította az ércet. Fejlődésnek indult a pamut- és csipkegyártás, csatornák és vasutak épültek. A bányaipar egészen az 1980-as évekbeli, sztrájkokat kiváltó bányabezárásokig a megye gazdaságának fontos szektora maradt.
Nottinghamshire egyik legfontosabb turisztikai vonzereje Robin Hood és a sherwoodi erdő legendája. 

## Földrajza
Nottinghamshire területe 2 160 km² (Nottingham nélkül 2 085 km²). A megye, akárcsak South Yorkshire és Derbyshire, híres hatalmas, 900 méter vastagságot is elérő kőszénlelőhelyeiről. Eakring mellett kőolajat is bányásznak. A megye nyugati része a Pennine-hegységhez tartozik, errefelé geológiailag elsősorban a mészkő és homokkő, míg keleten az agyagtakaró jellemző. A sherwoodi erdő is a délnyugati dombvidéket borító kiterjedt tölgyerdők része. A megye északi részén található a Humberhead Levels, a feltöltődött jégkorszakbeli Humber-tó helyén lévő termékeny síkság.
A jelentősebb folyó a Trent, valamint mellékfolyói, az Idle, Erewash és Soar. A megye legmagasabb pontja 205 méter magas és a Derbyshire-rel közös határ közelében fekszik. Ettől csak egy méterrel alacsonyabb a Silverhill, amely azonban mesterséges, egy bánya meddőhányójaként keletkezett.
A Pennine-hegység felfogja a nyugatról érkező csapadék egy részét, ezért Nottonghamshire az angol átlagnál kevesebb esőt kap, 641–740 mm-t évente. Az éves átlaghőmérséklet 8,8–10,1 °C, míg a napos órák száma 1321-1470 évente. 

## Közigazgatás és politika
Nottinghamshire területe 7 kerületre és egy egységes hatóságra oszlik:
1. Rushcliffe
2. Broxtowe
3. Ashfield
4. Gedling
5. Newark and Sherwood
6. Mansfield
7. Bassetlaw
8. City of Nottingham

Nottinghamshire kerületei

A megye nagyobb városai (Nottinghamen kívül): Mansfield (99 600 lakos), West Bridgford (45 509 lakos), Worksop (44 790 lakos) Beeston (37 010 lakos), Arnold (37 768 lakos), Hucknall (29 188 lakos), Newark-on-Trent (26 330 lakos), Kirkby-in-Ashfield (25 265 lakos), Retford (21 314  lakos)
A 2015-ös választások után a megye 7 munkáspárti és 4 konzervatív képviselőt küldött a parlament alsóházába. 

## Gazdaság
A megye hagyományos iparágai a szénbányászat és a textilipar. Itt született William Lee, a kötőgép feltalálója is és Nottingham sokáig a csipkegyártás fellegvárának számított.
1998-ban Nottinghamshire teljes GDP-je 12,023 milliárd font volt, az egy főre jutó GDP pedig 12 ezer font (utóbbi East Midlands régióban 11 848 font, az országos adat pedig 12 548 font volt). Nottingham városában a GDP/fő £17 373, Észak-Nottinghamshire-ben £10 176, Dél-Nottinghamshire-ben pedig £8 448. 2005-ben Nottingham vonzáskörzetében 2,4% volt a munkanélküliség, szemben a 4,7%-os országos adattal.

## Híres nottinghamshire-iek
- Albert Ball pilóta
- Richard Parkes Bonington festő

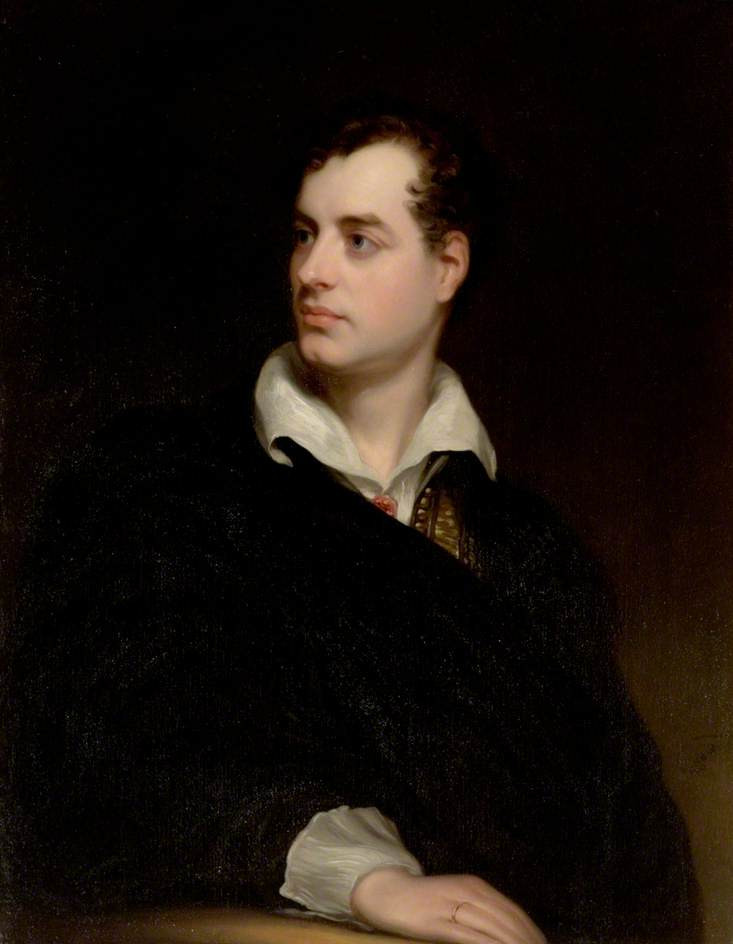
Lord Byron

- William Booth az Üdvhadsereg alapítója
- Jake Bugg énekes
- Samuel Butler író
- Lord Byron költő
- Kenneth Clarke politikus
- Susanna Clarke író
- Thomas Cranmer vallásreformátor
- Erasmus Darwin természettudós
- Joe Dempsie színész
- Bruce Dickinson az Iron Maiden énekese
- Andrew Fletcher a Depeche Mode billentyűse
- Clive Granger Nobel-díjas közgazdász
- George Green matematikus

- Robert Harris író
- Nicholas Hawksmoor építész

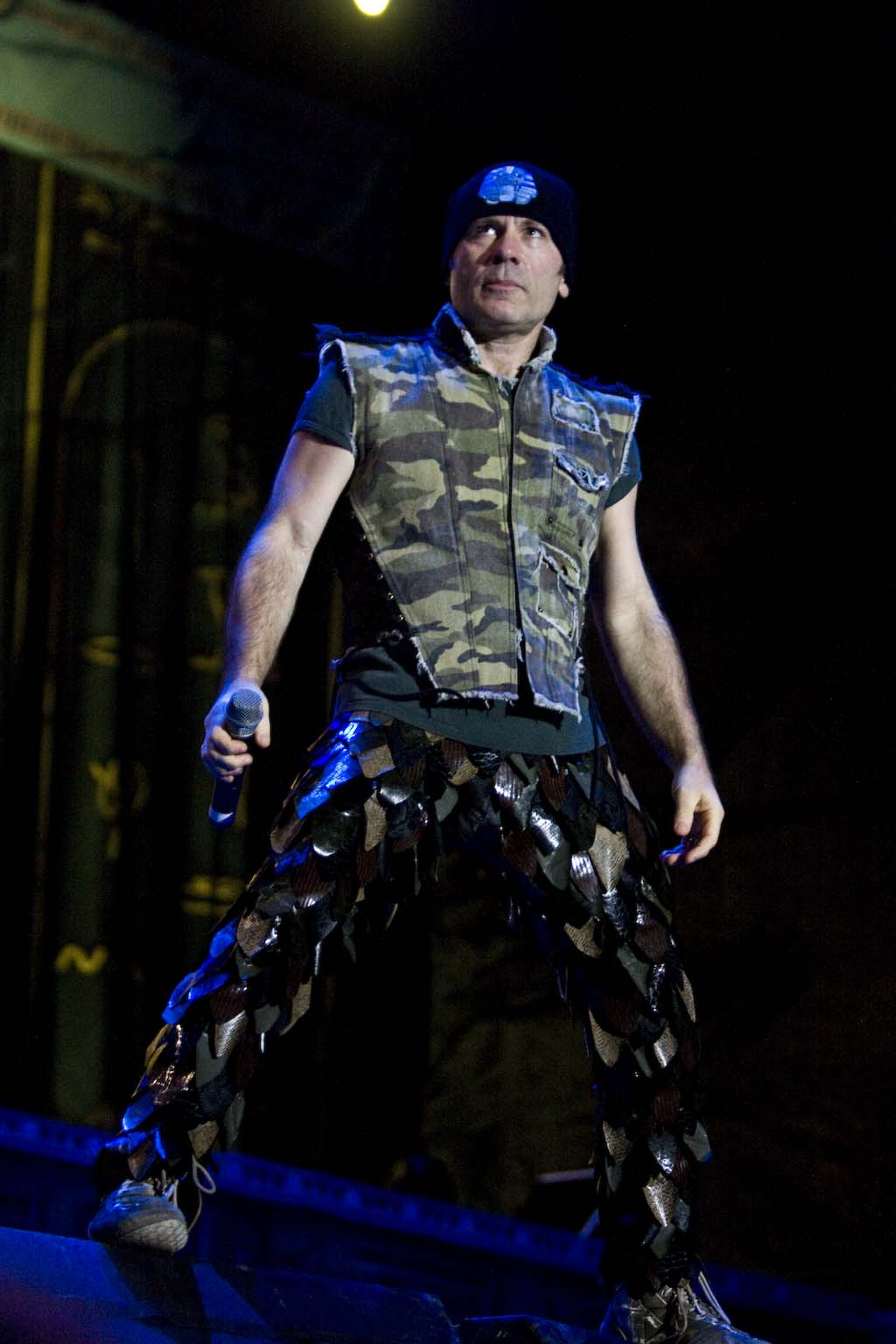
Bruce Dickinson

- George Herbert a Tutanhamon sírját feltáró expedíció finanszírozója
- Graham Taylor angol labdarúgó, edző. 1990-től 1993-ig az angol válogatott szövetségi kapitánya
- John Russell Hind csillagász
- Christopher Hogwood karmester
- D. H. Lawrence író
- Alvin Lee énekes
- Cherie Lunghi színésznő
- Peter Mansfield Nobel-díjas fizikus
- Samantha Morton színésznő
- Ian Paice a Deep Purple dobosa
- Alan Sillitoe író
- Harold Shipman sorozatgyilkos

### Egyéb
- Overdose versenyló születési helye

## Látnivalók

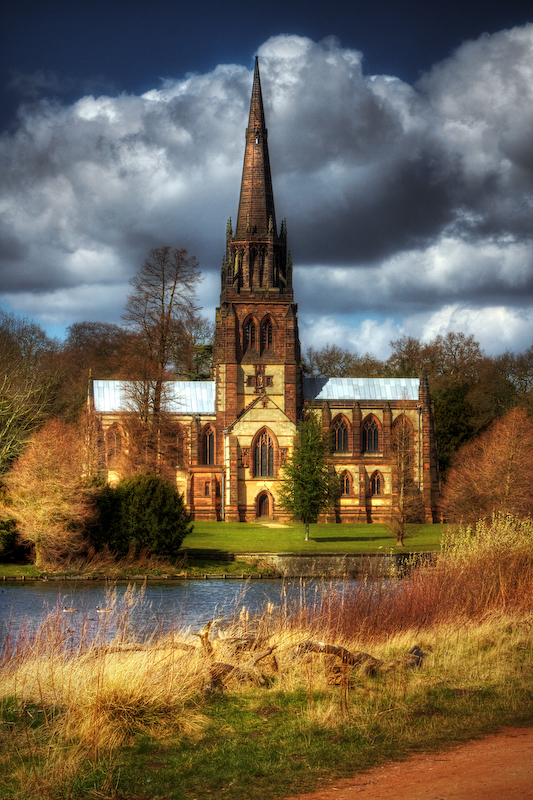
Clumber Park
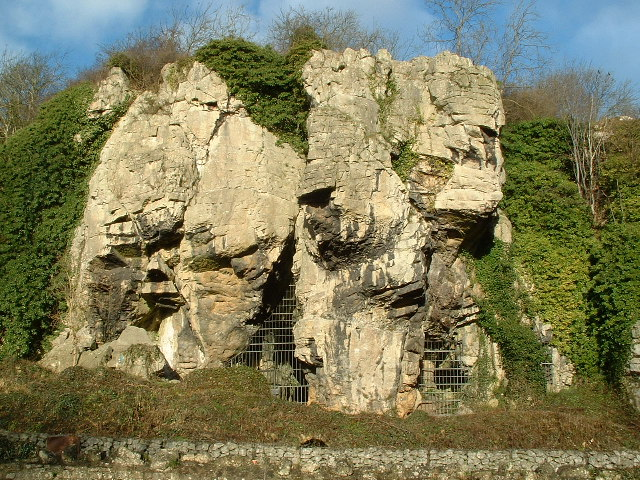
A Creswell Crags-szurdok barlangjai
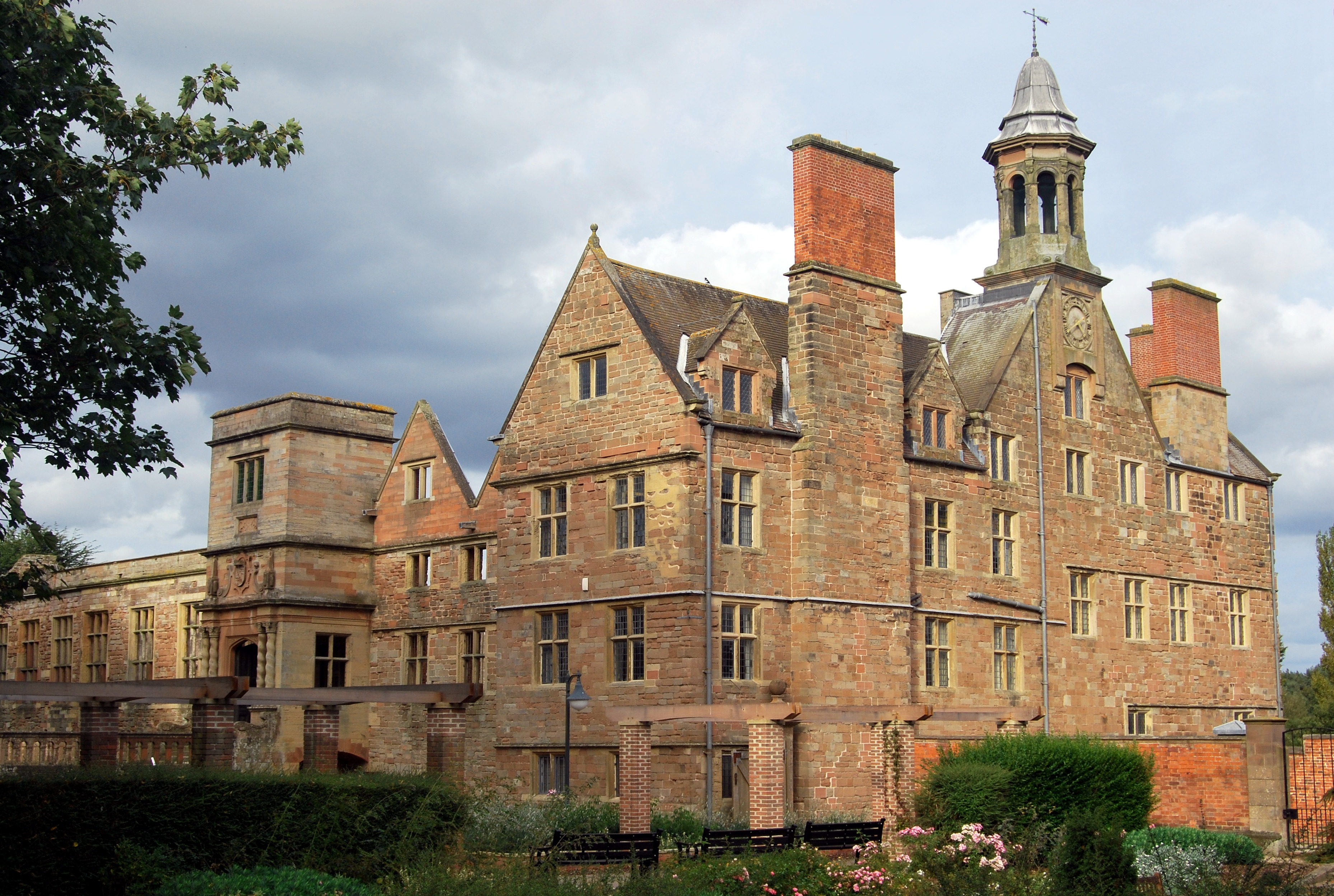
Rufford Abbey
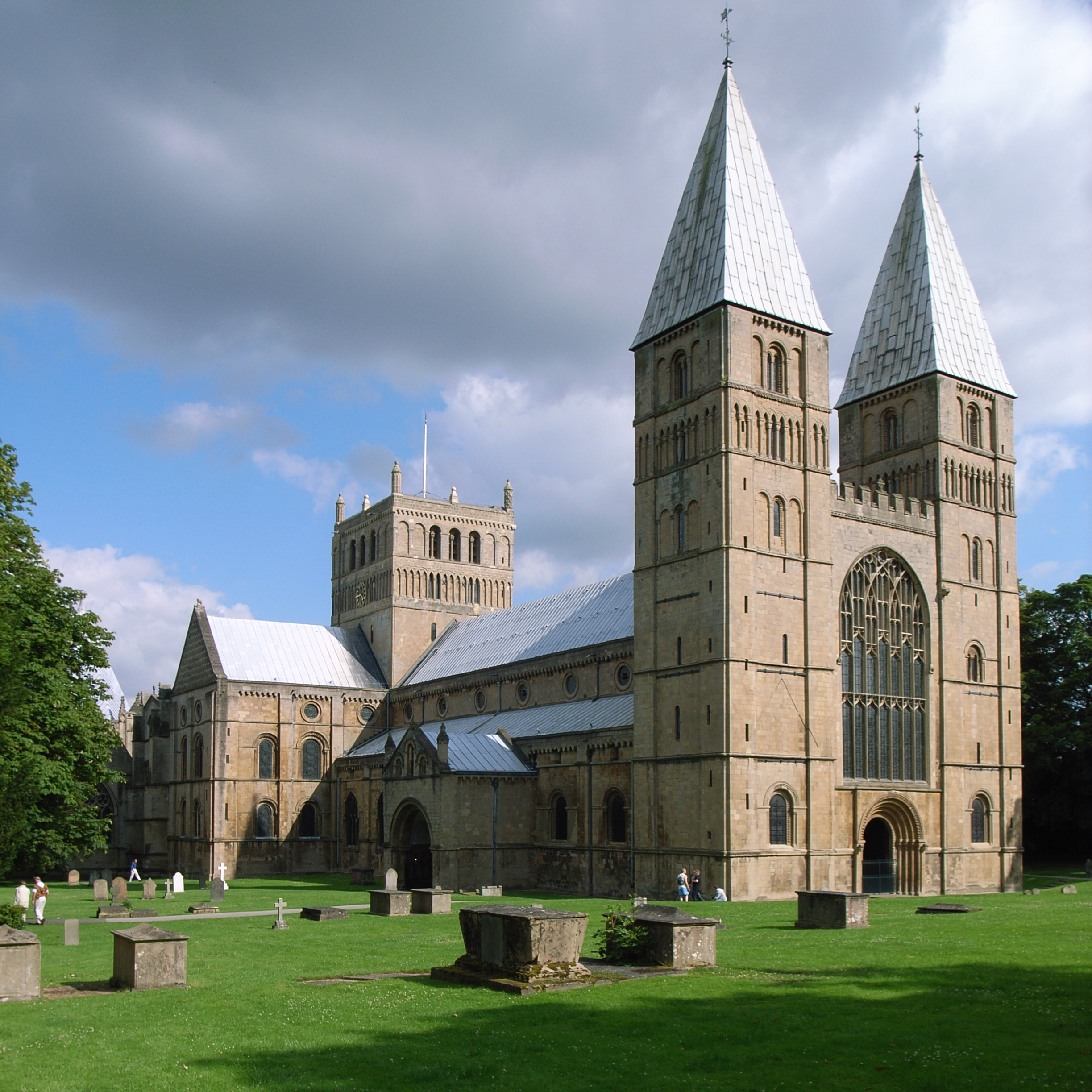
A southwelli székesegyház
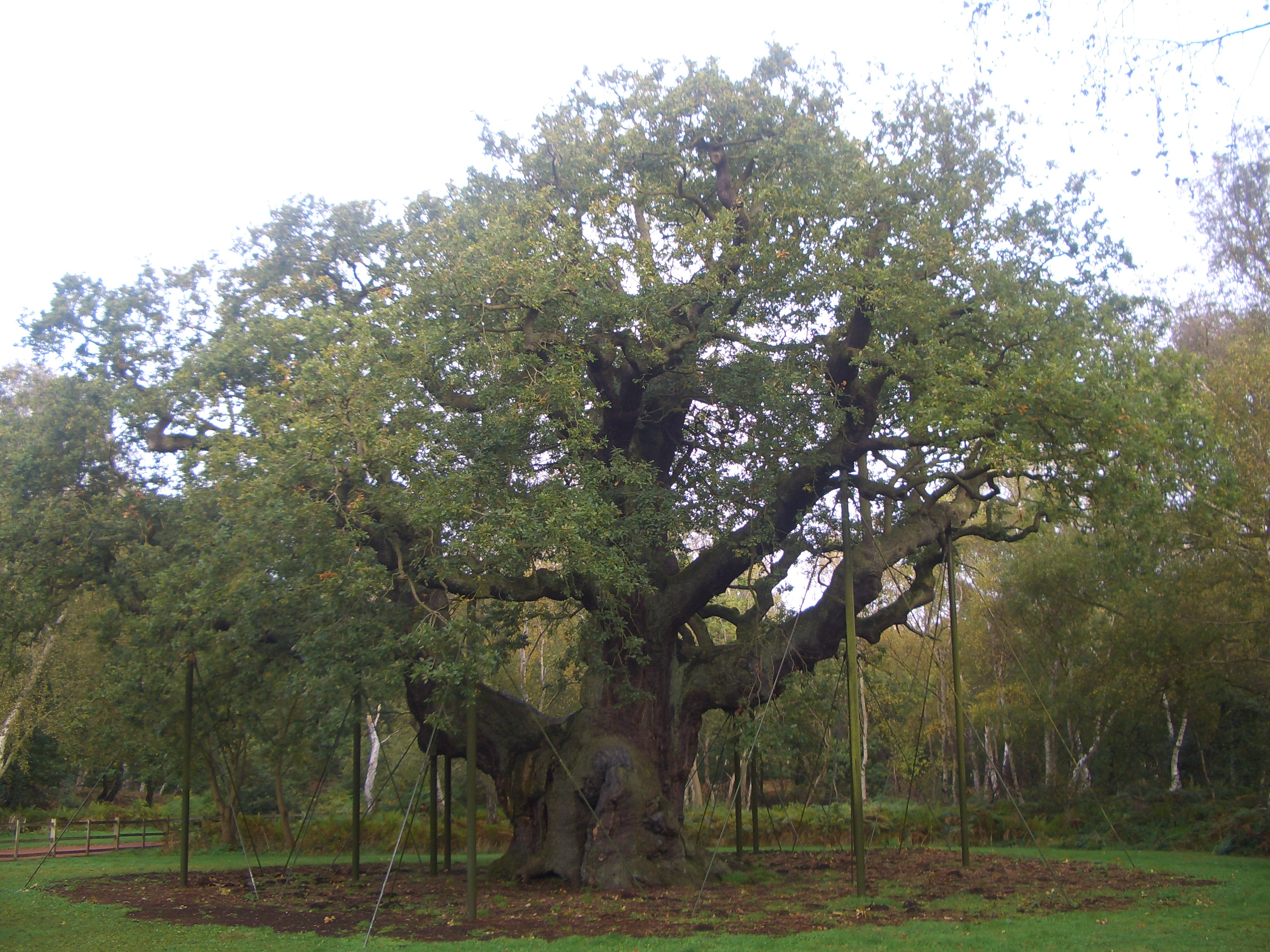
A sherwoodi erdő
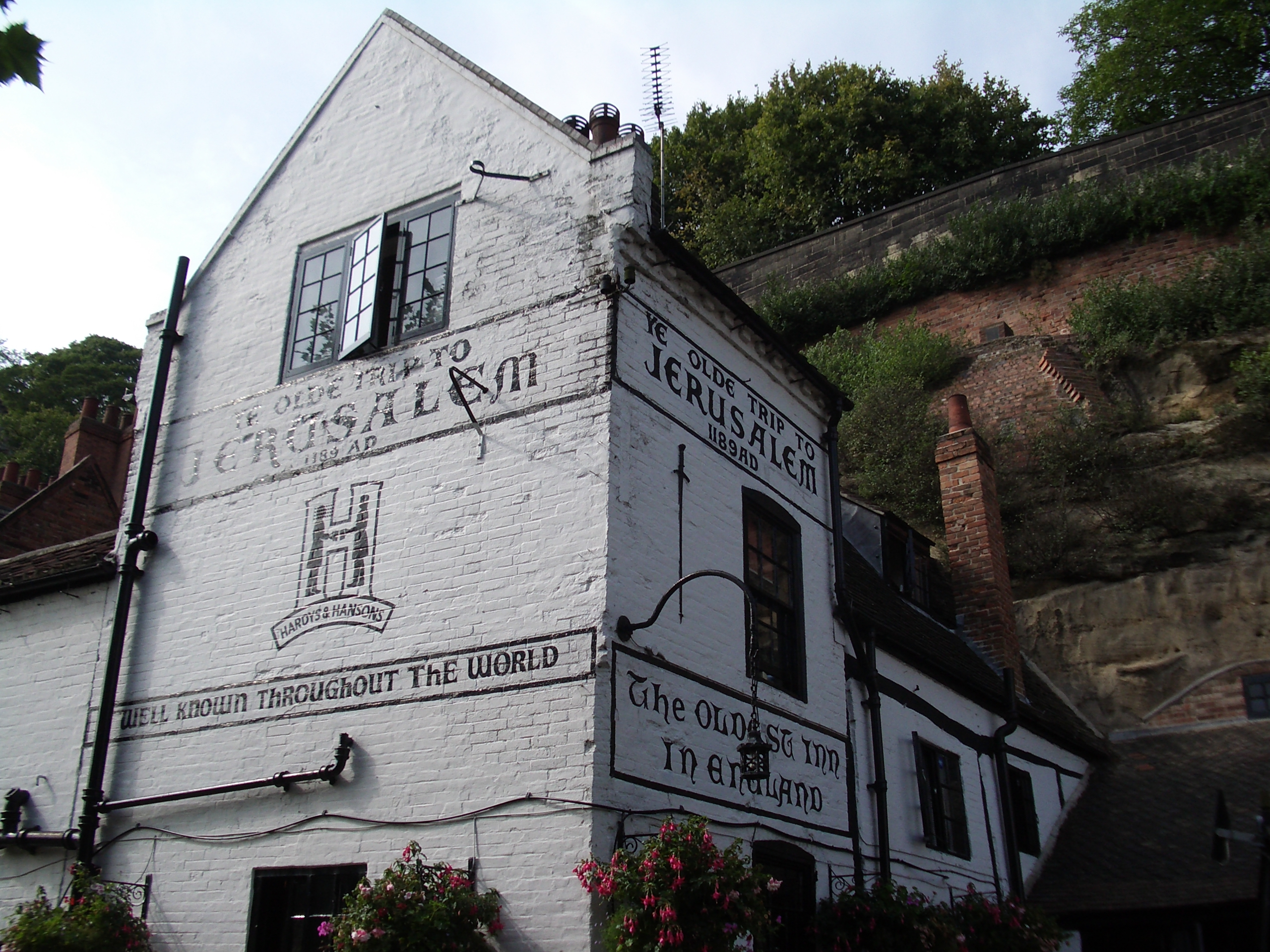
Ye Olde Trip to Jerusalem 17. századi söröző
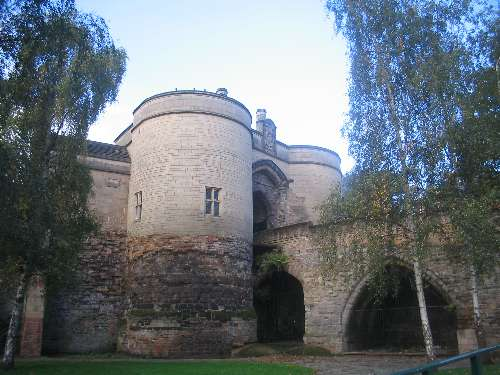
Nottinghami vár
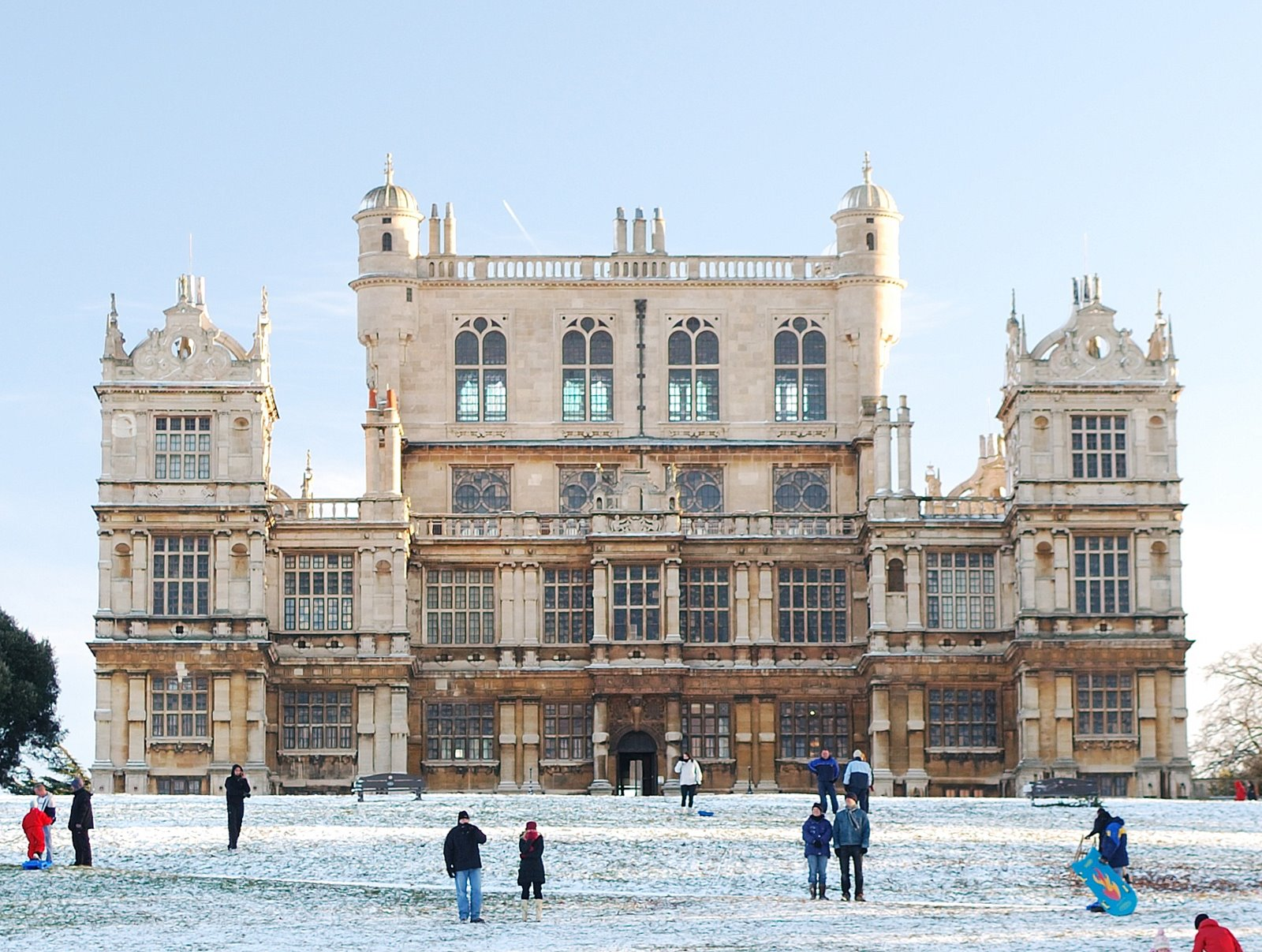
Wollaton Hall
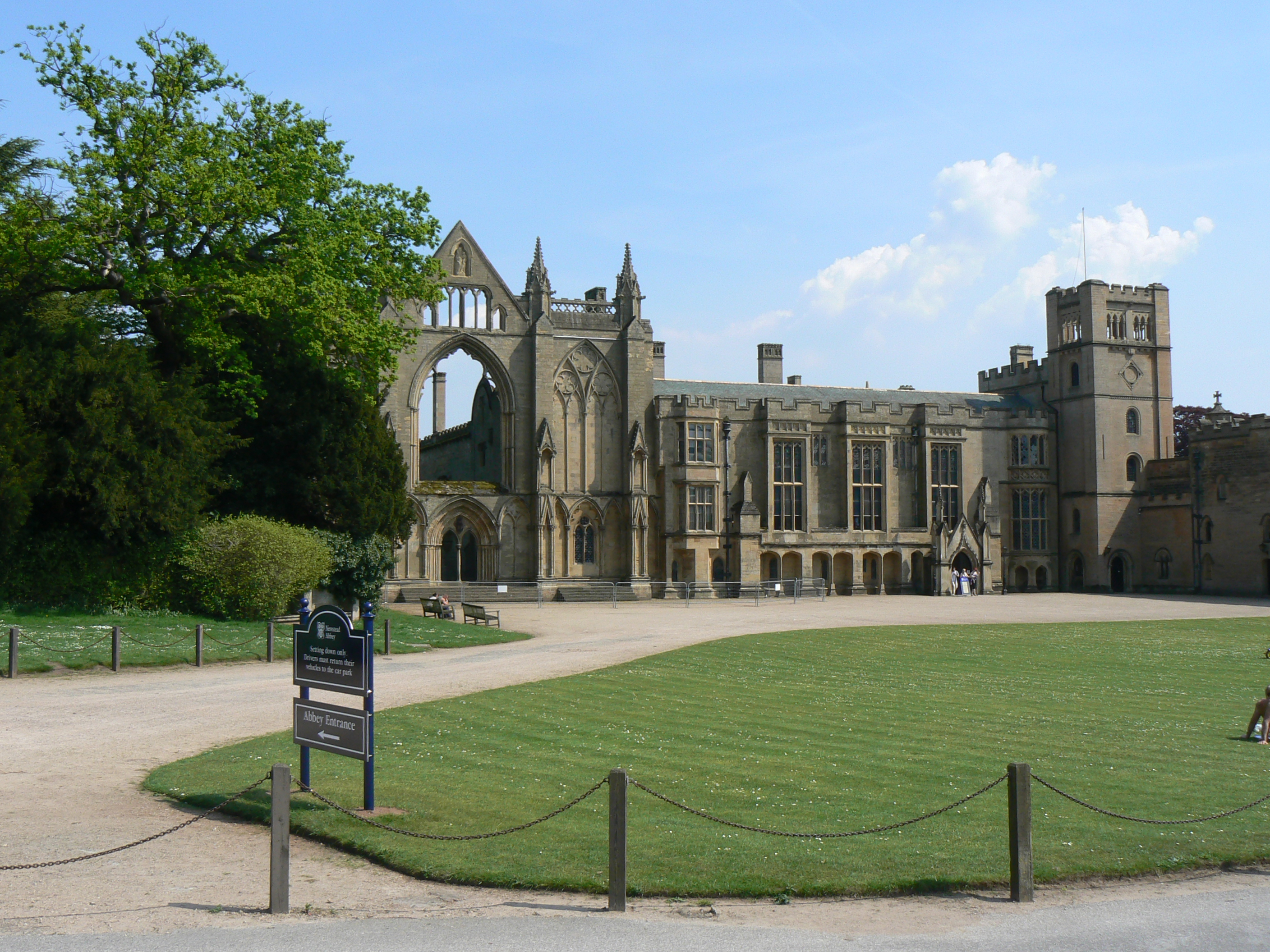
Newstead Abbey

## Fordítás
- Ez a szócikk részben vagy egészben  a   Nottinghamshire című angol Wikipédia-szócikk ezen változatának fordításán alapul.  Az eredeti cikk szerkesztőit annak laptörténete sorolja fel. Ez a jelzés csupán a megfogalmazás eredetét és a szerzői jogokat jelzi, nem szolgál a cikkben szereplő információk forrásmegjelöléseként.